# メリーランド共和国
メリーランド共和国（メリーランドきょうわこく、メリーランド自治州（メリーランドじちしゅう）、英: Republic of Maryland）は、1854年から1857年の間にリベリアに存在した、小さなアフリカ系アメリカ人の国。
この地域には、主にアメリカのメリーランド州で解放され、メリーランド州植民地協会の保護下にあったアフリカ系アメリカ人奴隷と自由の身に生まれたものが1834年に入植を始めた。1838年、他のアフリカ系アメリカ人移民は1847年に独立したリベリア連邦に入ったが、植民地協会がその地域での貿易を独占しようとしたため、リベリアのメリーランド移民団はばらばらになったままであった。1841年2月2日、Maryland-in-Africaはメリーランド共和国となり、1854年5月29日に、リベリアでメリーランドとして独立を発表した。首都はハーパーであった。

## 歴史
1831年12月、メリーランド州議会は自由になった奴隷をアメリカからアフリカへ移動させるため、26年で10000ドルの支出を認め、このためにメリーランド州植民地協会が設立された。

### パルマス岬入植地

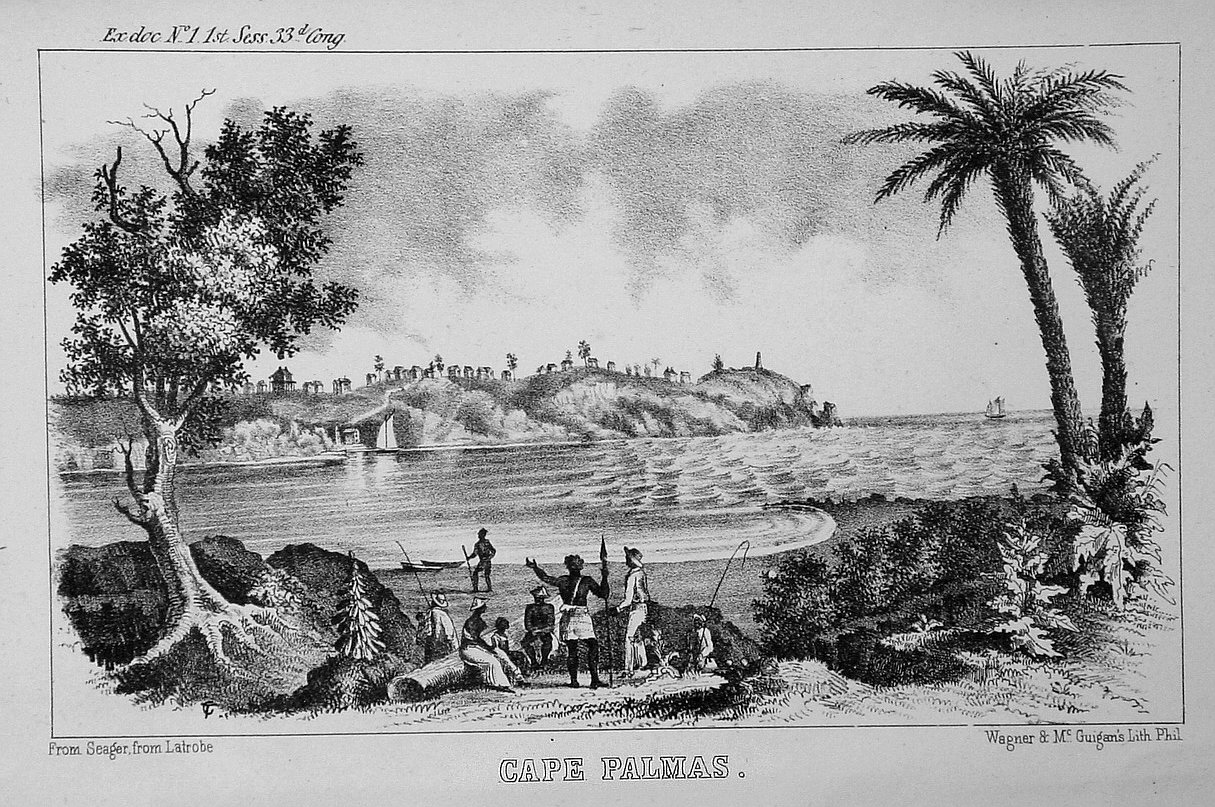
パルマス岬のエッチング、1853年

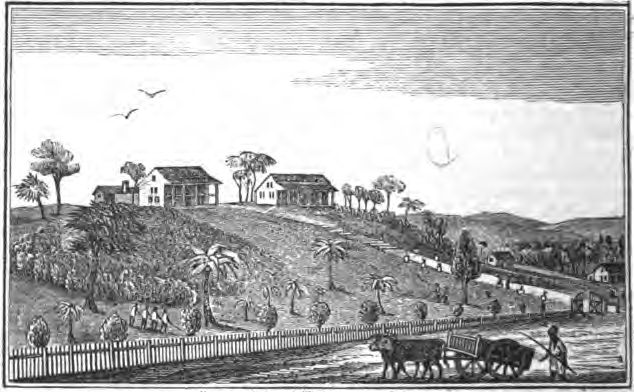
パルマス岬の布教地、1840年

1822年、最初にアメリカ植民地協会がリベリアに植民地を設立したが、メリーランド州植民地協会は独自に移民を収容できる入植地を設立することを決定し、1834年に南リベリアの端であるパルマス岬へ最初の入植が行われたが、この岬は小さく、岩だらけの半島で砂の地峡で本土とつながれていた。半島の西はすぐにホフマン川があり、海岸沿いにおおよそ21 km (15 mi) 東に、コートジボワールとリベリアの国境線となるCavalla川が海へ注いでいた。現在、国際水路機関 (IHO)によって、この岬はギニア湾の西端とも定めている。
ほとんどの入植者は解放されたアフリカ系アメリカ人奴隷と、主にメリーランド州で自由の身に生まれたアフリカ系アメリカ人であった。この集落は、1834年2月12日にMaryland In Africa (Maryland in Liberia)と名付けられた。

### ジョン・ブラウン・ラスワーム

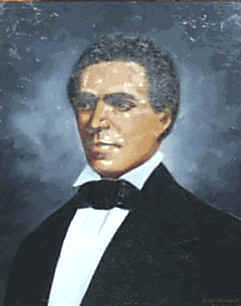
ジョン・ブラウン・ラスワーム、Maryland in Africaの最初の黒人知事、1836-1851

1836年、移民団は知事としてジョン・ブラウン・ラスワームを任命し、彼は死ぬまで知事でありつづけた。ラスワームはアフリカ系アメリカ人のメリーランドへの入植を勇気づけ、貿易と農業を支援した。また、彼は1830年から1834年の間アメリカ植民地協会の秘書をしていた。1835年まではアメリカの植民地方針を守るためにあきらめていたが、その後Liberia Heraldの編集者としても活動した。
1838年、アフリカ西海岸の他のアフリカ系アメリカ人移民はすべて、1847年に独立を宣言したリベリア連邦へ合併された。しかし、植民地協会が地域での貿易を独占することを願ったため、リベリアのメリーランド移民団は独立したままであった。 1841年2月2日、Maryland-in-Africaは国として認められ、メリーランド共和国となった。 1847年にはメリーランド州植民地協会はアメリカ合衆国憲法憲法に基づくConstitution and Laws of Maryland in Liberiaを発表した。

### 独立宣言とリベリアによる合併
1854年5月29日、Maryland in Liberia（Republic of Marylandとして知られている）という名前でメリーランド共和国は独立を発表した。首都はハーパーであり、Grand CessとSan Pedro Riverの間の海岸に沿った土地を持っていた。
すぐのちに、GreboやKruを含む地元の部族がメリーランド共和国に、奴隷貿易による分断の復讐として攻撃を行った。自ら防衛することができず、メリーランドはリベリアに支援を懇願した。ロバーツ大統領は軍事的な支援を送り、メリーランド人とアメリコ・ライベリアンで原住民を撃退することに首尾よく成功した。しかし、独立した国としてメリーランド共和国を保つことは明確に不可能となり、1857年5月18日、メリーランドはリベリアに統合され、 メリーランド郡となった。

## 遺産
ジョン・ブラウン・ラスワームの彫像がハーパーの彼の埋葬地にたっている。